# 대한민국의 AFC 아시안컵 중계권
이 문서는 대한민국의 AFC 아시안컵 관한 방송 중계 권리를 보호하는 제도이다.

## AFC 아시안컵 개최
- 1980년 AFC 아시안컵 : KBS, TBC, MBC
- 1984년 AFC 아시안컵 : KBS, MBC
- 1988년 AFC 아시안컵 : KBS, MBC
- 1996년 AFC 아시안컵 : KBS
- 2000년 AFC 아시안컵 : KBS, MBC, SBS
- 2004년 AFC 아시안컵 : KBS, MBC, SBS
- 2007년 AFC 아시안컵 : KBS, MBC, SBS
- 2011년 AFC 아시안컵 : KBS, MBC, SBS
- 2015년 AFC 아시안컵 : KBS, MBC, SBS
- 2019년 AFC 아시안컵 : JTBC
- 2023년 AFC 아시안컵 : tvN, tvN 스포츠, TVING(스트리밍)
- 2027년 AFC 아시안컵 : 쿠팡 플레이(스트리밍)

## 같이 보기
- 대한민국의 스포츠 중계권
- 대한민국 축구 국가대표팀